# Avenue Duquesne
L’avenue Duquesne est une voie du 7e arrondissement de Paris. 

## Situation et accès
Longue de 750 mètres, elle commence 29, avenue de Tourville et place de l’École-Militaire et finit 6, rue Éblé.
Le quartier est desservi par la ligne 13 à la station Saint-François-Xavier.

## Origine du nom

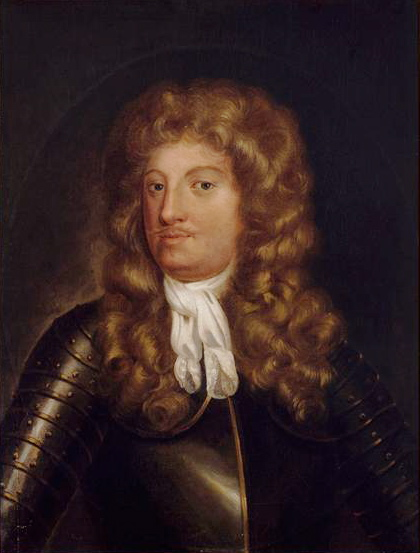
Abraham Duquesne.

L’origine de son nom renvoie à la personne d’Abraham Duquesne (1610-1688), lieutenant-général des armées navales.

## Historique
Une première partie de cette avenue est ouverte en 1858 entre l'avenue de La Motte-Picquet et l'avenue de Ségur en absorbant la rue de Labourdonnais. Une seconde partie est percée en 1863 entre l'avenue de Ségur et l'avenue de Breteuil. L'ensemble est dénommé « avenue Duquesne » en 1864.
En 1874, la partie située entre la place El Salvador et la rue Éblé est ouverte pour dégager les abords de l'église Saint-François-Xavier.
En 1912, la partie de l'avenue Duquesne située entre l'avenue de La Motte-Picquet et l'avenue de Tourville est réunie à la place de l'École-Militaire.
Le 6 août 1918, durant la première Guerre mondiale, un obus lancé par la Grosse Bertha explose au no 34 avenue Duquesne.

## Bâtiments remarquables et lieux de mémoire
- No 14 : le bâtiment hébergeant les services des ministères chargés des Affaires sociales et de la Santé, construit en 1930 par l'architecte Guillaume Tronchet. Le cabinet du ministre chargé des Affaires sociales se trouve à l'hôtel du Châtelet, au 127, rue de Grenelle, dans le même arrondissement.
- No 37 : immeuble natal d'Edmond Rothé, physicien et géophysicien français (1873-1942), fondateur et premier directeur de l'institut de physique du globe de Strasbourg.
- No 42 : école élémentaire publique.
- No 49 : école maternelle et élémentaire privée Sainte-Jeanne-Élisabeth[2].

Siège du ministère des Solidarités et de la Santé, au no 14.
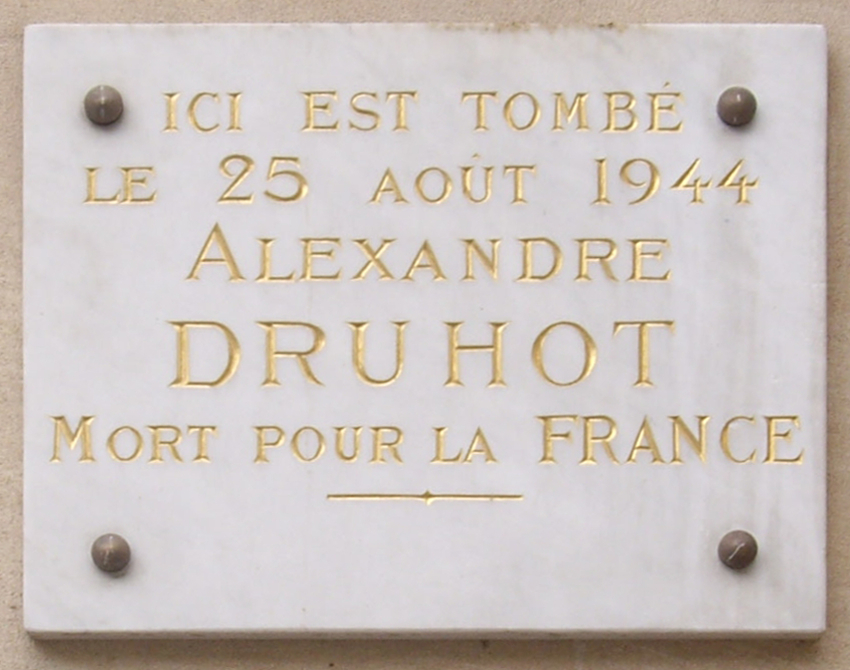
Plaque au no 29 en hommage à Alexandre Druhot, mort pendant la Libération de Paris.
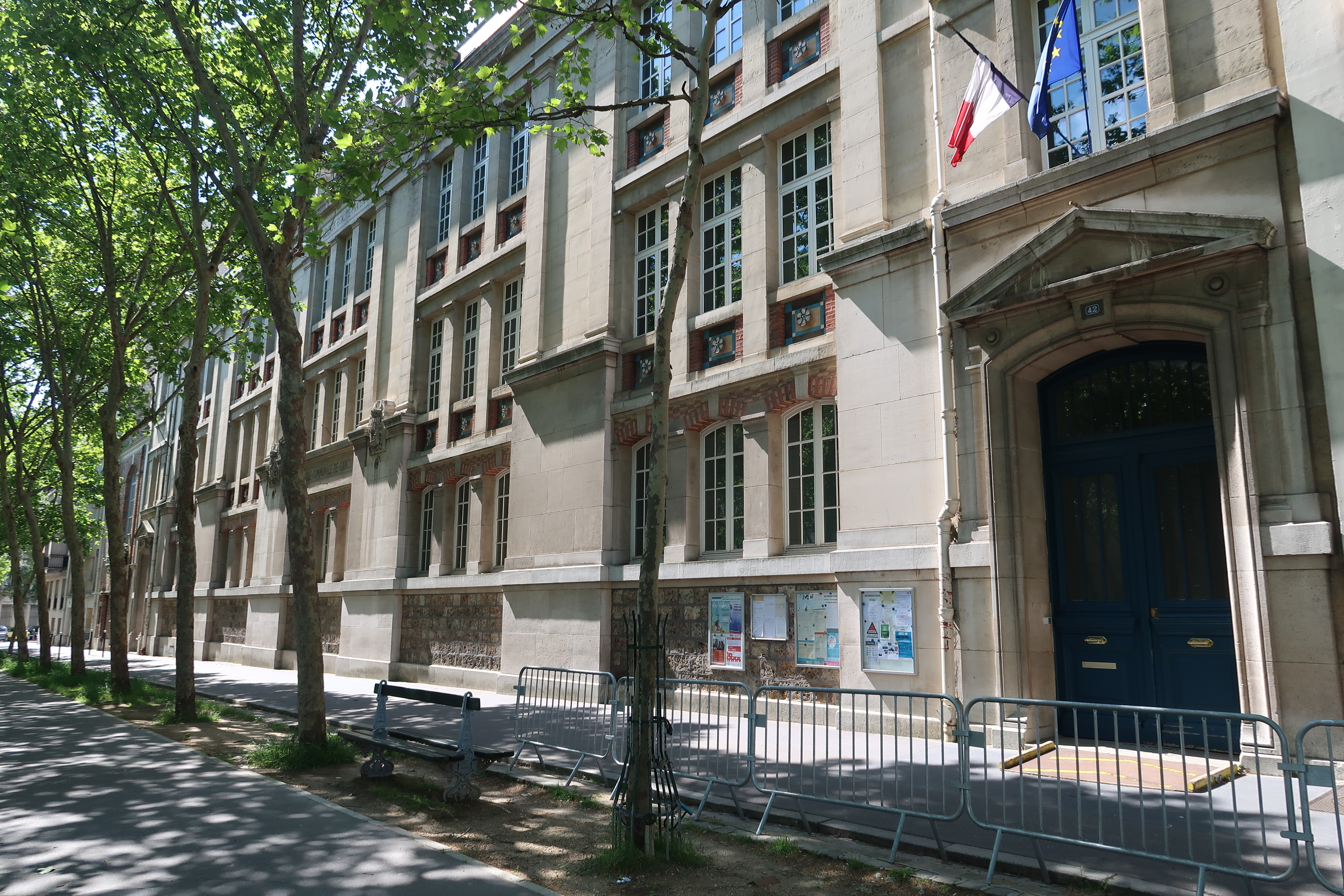
No 42.
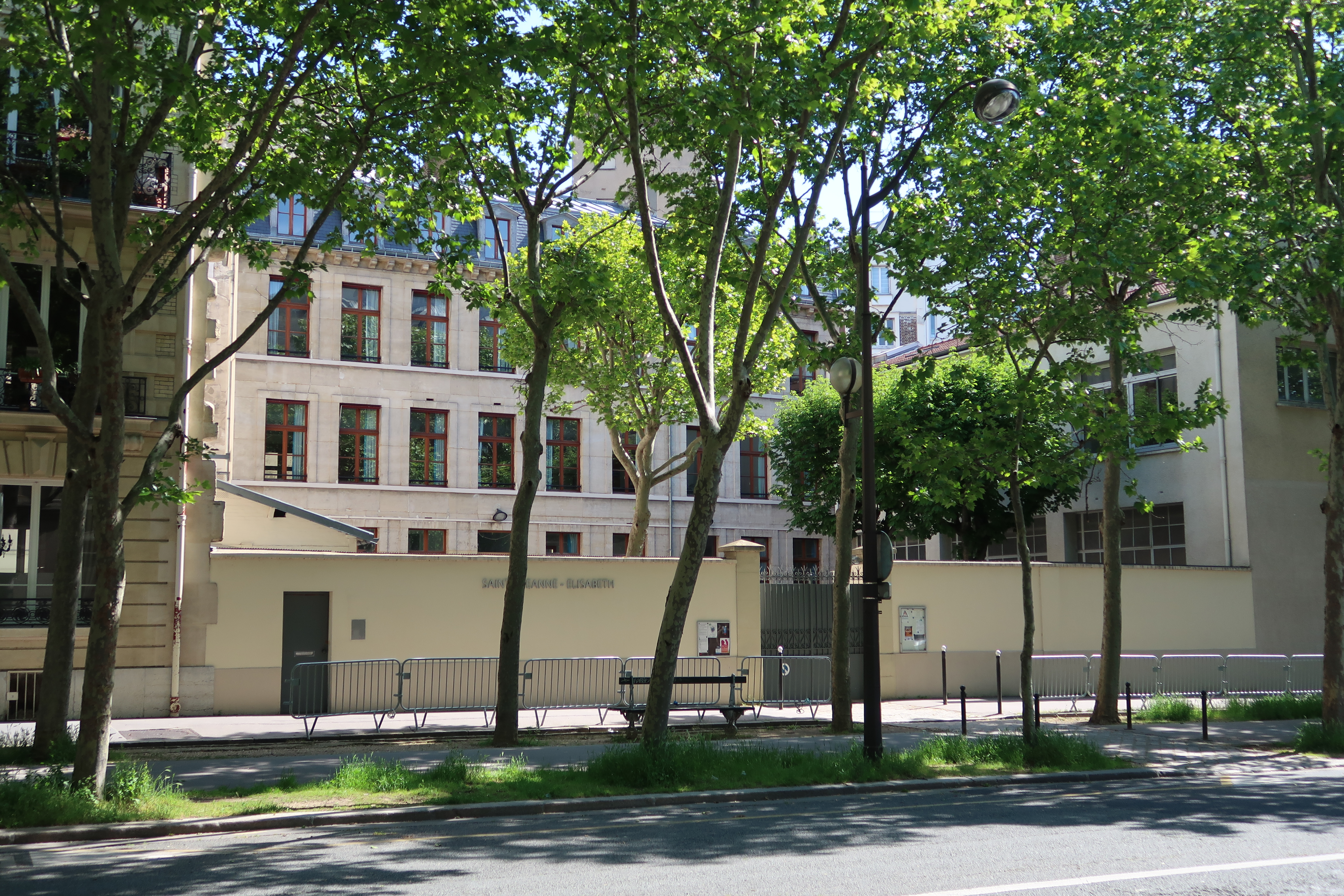
No 49.